# 縱斑雙冠麗魚
縱斑雙冠麗魚，為輻鰭魚綱鱸形目隆頭魚亞目慈鯛科的其中一種，分布於中美洲哥斯大黎加東南部太平洋的淡水流域，體長可達13.5公分，棲息在沙石底質河川的中底層水域，屬雜食性，以水果、昆蟲等為食，生活習性不明。

## 擴展閱讀
維基物種上的相關：縱斑雙冠麗魚